# Curling a 2014. évi téli olimpiai játékokon
A 2014. évi téli olimpiai játékokon a curlingtornákat február 10. és 21. között rendezték az Ice Cube Curling Centerben, Szocsiban. A férfiaknál és a nőknél is egyaránt 10–10 csapat vett részt. A házigazda Oroszország automatikus résztvevő volt.

## Naptár
Az időpontok moszkvai idő szerint (UTC+4) és magyar idő szerint (UTC+1) is olvashatóak. A döntők kiemelt háttérrel voltak jelölve.
| Dátum       | Helyi idő   | Magyar idő  | Versenyszám                |
| ----------- | ----------- | ----------- | -------------------------- |
| Február 10. | 09:00–12:00 | 06:00–09:00 | férfi torna, 1. kör        |
| Február 10. | 14:00–17:00 | 11:00–14:00 | női torna, 1. kör          |
| Február 10. | 19:00–22:00 | 16:00–19:00 | férfi torna, 2. kör        |
| Február 11. | 09:00–12:00 | 06:00–09:00 | női torna, 2. kör          |
| Február 11. | 14:00–17:00 | 11:00–14:00 | férfi torna, 3. kör        |
| Február 11. | 19:00–22:00 | 16:00–19:00 | női torna, 3. kör          |
| Február 12. | 09:00–12:00 | 06:00–09:00 | férfi torna, 4. kör        |
| Február 12. | 14:00–17:00 | 11:00–14:00 | női torna, 4. kör          |
| Február 12. | 19:00–22:00 | 16:00–19:00 | férfi torna, 5. kör        |
| Február 13. | 09:00–12:00 | 06:00–09:00 | női torna, 5. kör          |
| Február 13. | 14:00–17:00 | 11:00–14:00 | férfi torna, 6. kör        |
| Február 13. | 19:00–22:00 | 16:00–19:00 | női torna, 6. kör          |
| Február 14. | 09:00–12:00 | 06:00–09:00 | férfi torna, 7. kör        |
| Február 14. | 14:00–17:00 | 11:00–14:00 | női torna, 7. kör          |
| Február 14. | 19:00–22:00 | 16:00–19:00 | férfi torna, 8. kör        |
| Február 15. | 09:00–12:00 | 06:00–09:00 | női torna, 8. kör          |
| Február 15. | 14:00–17:00 | 11:00–14:00 | férfi torna, 9. kör        |
| Február 15. | 19:00–22:00 | 16:00–19:00 | női torna, 9. kör          |
| Február 16. | 09:00–12:00 | 06:00–09:00 | férfi torna, 10. kör       |
| Február 16. | 14:00–17:00 | 11:00–14:00 | női torna, 10. kör         |
| Február 16. | 19:00–22:00 | 16:00–19:00 | férfi torna, 11. kör       |
| Február 17. | 09:00–12:00 | 06:00–09:00 | női torna, 11. kör         |
| Február 17. | 14:00–17:00 | 11:00–14:00 | férfi torna, 12. kör       |
| Február 17. | 19:00–22:00 | 16:00–19:00 | női torna, 12. kör         |
| Február 18. | 09:00–12:00 | 06:00–09:00 | Rájátszások (ha szükséges) |
| Február 18. | 14:00–17:00 | 11:00–14:00 | Rájátszások (ha szükséges) |
| Február 18. | 19:00–22:00 | 16:00–19:00 | Rájátszások (ha szükséges) |
| Február 19. | 14:00–17:00 | 11:00–14:00 | női elődöntők              |
| Február 19. | 19:00–22:00 | 16:00–19:00 | férfi elődöntők            |
| Február 20. | 12:30–15:30 | 09:30–12:30 | női bronzmérkőzés          |
| Február 20. | 17:30–20:30 | 14:30–17:30 | női döntő                  |
| Február 21. | 12:30–15:30 | 09:30–12:30 | férfi bronzmérkőzés        |
| Február 21. | 17:30–20:30 | 14:30–17:30 | férfi döntő                |

## Éremtáblázat
(Az egyes számoszlopok legmagasabb értéke, vagy értékei vastagítással kiemelve.)
| A 2014. évi téli olimpiai játékok éremtáblázata curlingben | A 2014. évi téli olimpiai játékok éremtáblázata curlingben | A 2014. évi téli olimpiai játékok éremtáblázata curlingben | A 2014. évi téli olimpiai játékok éremtáblázata curlingben | A 2014. évi téli olimpiai játékok éremtáblázata curlingben | Olimpia  |
| ---------------------------------------------------------- | ---------------------------------------------------------- | ---------------------------------------------------------- | ---------------------------------------------------------- | ---------------------------------------------------------- | -------- |
|                                                            | Ország                                                     | Arany                                                      | Ezüst                                                      | Bronz                                                      | Összesen |
| 1.                                                         | Kanada (CAN)                                               | 2                                                          | 0                                                          | 0                                                          | 2        |
|                                                            |                                                            |                                                            |                                                            |                                                            |          |
| 2.                                                         | Svédország (SWE)                                           | 0                                                          | 1                                                          | 1                                                          | 2        |
| 2.                                                         | Nagy-Britannia (GBR)                                       | 0                                                          | 1                                                          | 1                                                          | 2        |
|                                                            |                                                            |                                                            |                                                            |                                                            |          |
| Összesen                                                   | Összesen                                                   | 2                                                          | 2                                                          | 2                                                          | 6        |

## Érmesek

### Férfi torna
| A 2014. évi téli olimpiai játékok érmesei férfi curlingben   | A 2014. évi téli olimpiai játékok érmesei férfi curlingben                | A 2014. évi téli olimpiai játékok érmesei férfi curlingben                | A 2014. évi téli olimpiai játékok érmesei férfi curlingben |
| ------------------------------------------------------------ | ------------------------------------------------------------------------- | ------------------------------------------------------------------------- | ---------------------------------------------------------- |
| Arany                                                        | Ezüst                                                                     | Bronz                                                                     |                                                            |
| Kanada (CAN)                                                 | Nagy-Britannia (GBR)                                                      | Svédország (SWE)                                                          |                                                            |
| Brad Jacobs Ryan Fry E. J. Harnden Ryan Harnden Caleb Flaxey | David Murdoch Tom Brewster Greg Drummond Scott Andrews Michael Goodfellow | Niklas Edin Sebastian Kraupp Fredrik Lindberg Viktor Kjäll Oskar Eriksson |                                                            |

### Női torna
| A 2014. évi téli olimpiai játékok érmesei női curlingben           | A 2014. évi téli olimpiai játékok érmesei női curlingben                                  | A 2014. évi téli olimpiai játékok érmesei női curlingben        | A 2014. évi téli olimpiai játékok érmesei női curlingben |
| ------------------------------------------------------------------ | ----------------------------------------------------------------------------------------- | --------------------------------------------------------------- | -------------------------------------------------------- |
| Arany                                                              | Ezüst                                                                                     | Bronz                                                           |                                                          |
| Kanada (CAN)                                                       | Svédország (SWE)                                                                          | Nagy-Britannia (GBR)                                            |                                                          |
| Jennifer Jones Kaitlyn Lawes Jill Officer Dawn McEwen Kirsten Wall | Maria Prytz Christina Bertrup Maria Wennerström Margaretha Sigfridsson Agnes Knochenhauer | Eve Muirhead Anna Sloan Vicki Adams Claire Hamilton Lauren Gray |                                                          |